# Anergia de las células endoteliales
La anergia de las células endoteliales es una condición que sucede durante el proceso de angiogénesis, en la que las células endoteliales, células que recubren el interior de los vasos sanguíneos, paran de responder ante la presencia de citoquinas inflamatorias . Estas citoquinas se encargan de inducir la expresión de moléculas de adhesión celular, permitiendo la infiltración de leucocitos desde la sangre a los lugares de inflamación en el tejido, como es un tumor. Esta condición de no respuesta ante señales inflamatorias, y por lo tanto de protección al tumor del ataque inmunitario, es el resultado de la exposición a factores de crecimiento angiogénicos.
Además de la anergia de las células endoteliales existen más mecanismos vasculares que permiten al tumor escapar de la inmunidad. Uno de estos es la expresión de moléculas de control inmunitario (p. PD-L1 /2) y proteínas que pueden enviar señales de muerte celular a los leucocitos ( ligando Fas y galectina-1 ). La anergia de las células endoteliales fue descubierta en 1996 en el Laboratorio de Angiogénesis, dirigido por Arjan W. Griffioen, que actualmente se encuentra ubicado en el Centro Médico Universitario de Amsterdam (Amsterdam UMC), Amsterdam, Países Bajos. Ver la figura.

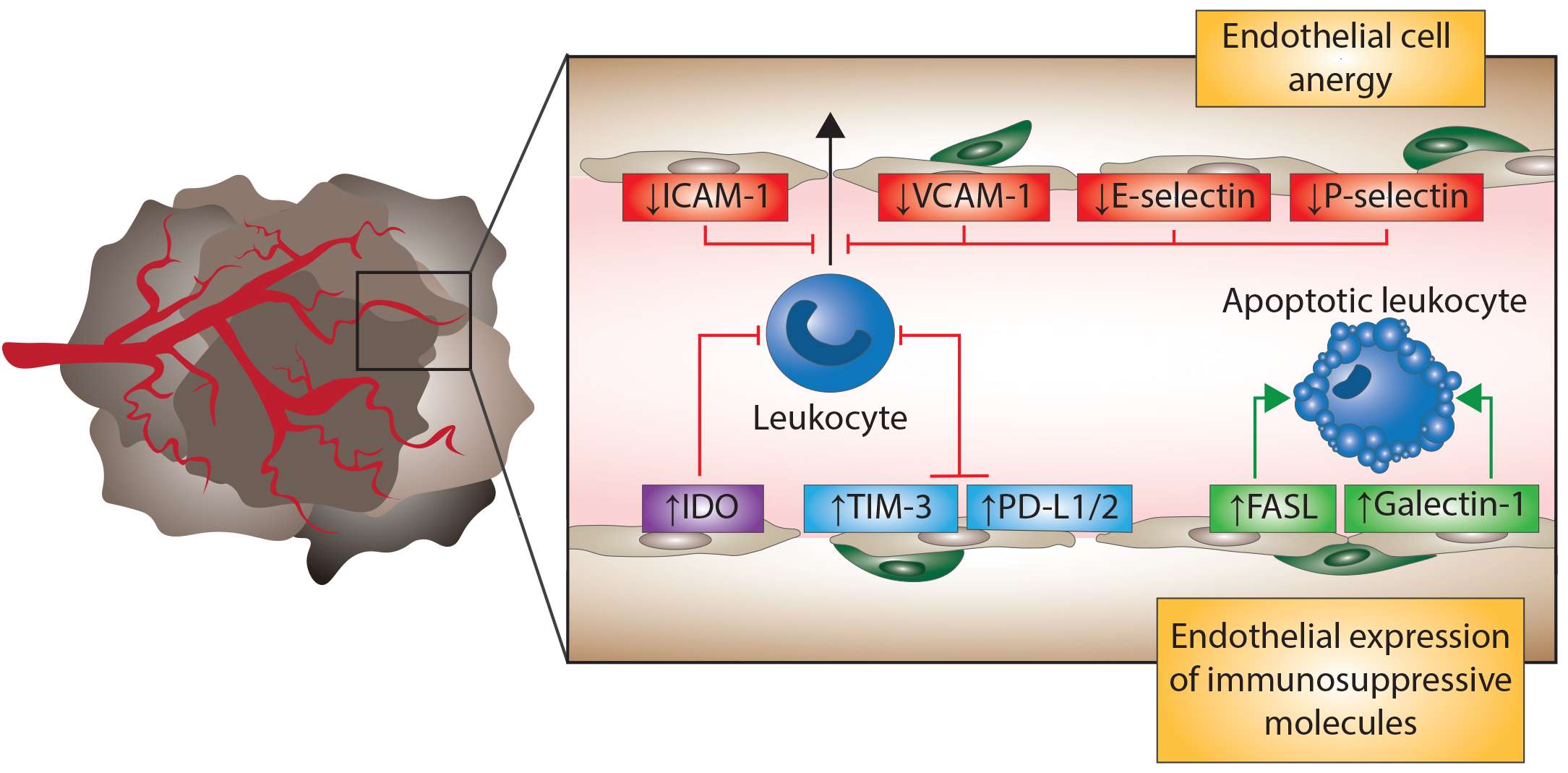
Mecanismos de supresión inmunitaria basados en la vasculatura. La anergia de las células endoteliales tumorales se encuentra representada por la supresión de moléculas de adhesión endotelial, como ICAM-1, VCAM-1 y E-selectina. La vasculatura tumoral contribuye a una mayor supresión inmunitaria mediante un aumento en la expresión de moléculas de control inmunitario, como PD-L1 o IDO, que suprimen la función de los leucocitos. Además, la vasculatura tumoral expresa moléculas, como FASL y galectina-1, que pueden mandar señales de muerte celular a los leucocitos. La figura está tomada de

## Infiltración de los leucocitos
La infiltración de los leucocitos en los lugares de inflamación se inicia con la interacción de los leucocitos circulantes en sangre con la pared vascular. Esta interacción desencadena laextravasación de leucocitos, mediada por moléculas de adhesión celular presentes en los leucocitos y en el endotelio. Normalmente las células endoteliales expresan niveles bajos de moléculas de adhesión, pero en los lugares de inflamación, debido a la exposición a citoquinas inflamatorias, como la interleucina 1, el interferón gamma y el factor de necrosis tumoral alfa se observan mayores niveles de moléculas de adhesión.

## La angiogénesis bloquea la infiltración de los leucocitos
La anergia de las células endoteliales fue descrita por primera vez en 1996, momento en el que se demostró que las células endoteliales de un tumor no son capaces de regular la expresión de moléculas de adhesión, como es la molécula de adhesión intercelular-1 (ICAM-1, CD54), la molécula de adhesión de celular vascular-1 (VCAM-1, CD106) y E-selectina (CD62E). Esto se debe a una estimulación angiogénica de las células endoteliales desencadenada por la exposición a diversos factores, como por ejemplo , al factor de crecimiento endotelial vascular (VEGF) o al factor de crecimiento de fibroblastos (FGF). Como resultado de la anergia de las células endoteliales en un tumor,  los leucocitos no consiguen acceder al tumor, y, por lo tanto, esto dificulta la respuesta inmunitaria antitumoral. La angiogénesis en desarrollo no solo induce la anergia de las células endoteliales, sino que también tiene función inmunosupresora a múltiples niveles.

## La anti-angiogénesis supera la anergia de las células endoteliales y mejora la inmunoterapia
Dado que esta forma de inmunosupresión está mediada por la estimulación angiogénica, se demostró que la terapia antiangiogénica podía revertir la anergia de las células endoteliales, permitiendo así la infiltración de leucocitos a las zonas tumorales y estimulando la inmunidad antitumoral.
La superación de este estado de anergia subyace en el reciente éxito de un tratamiento clínico del cáncer que combina la terapia anti-angiogénica e inmunoterapia, inhibiendo principalmente los puntos de control inmunitario .

## Un programa embrionario
Se ha sugerido que la condición de anergia de las células endoteliales también se produce durante las etapas embrionarias, permitiendo el desarrollo eficiente del embrión en el caso de presenciar condiciones de rechazo inmunológico, y ayudando a proteger al embrión de la respuesta inmunitaria materna. Los tumores se han aprovechado de este proceso para crecer con el apoyo de la inmunosupresión mediada por la anergia de las células endoteliales.